# Amherst (Massachusetts)
Amherst es un pueblo ubicado en el condado de Hampshire en el estado estadounidense de Massachusetts. En el Censo de 2010 tenía una población de 37.819 habitantes y una densidad poblacional de 526,46 personas por km².

## Cultura y educación

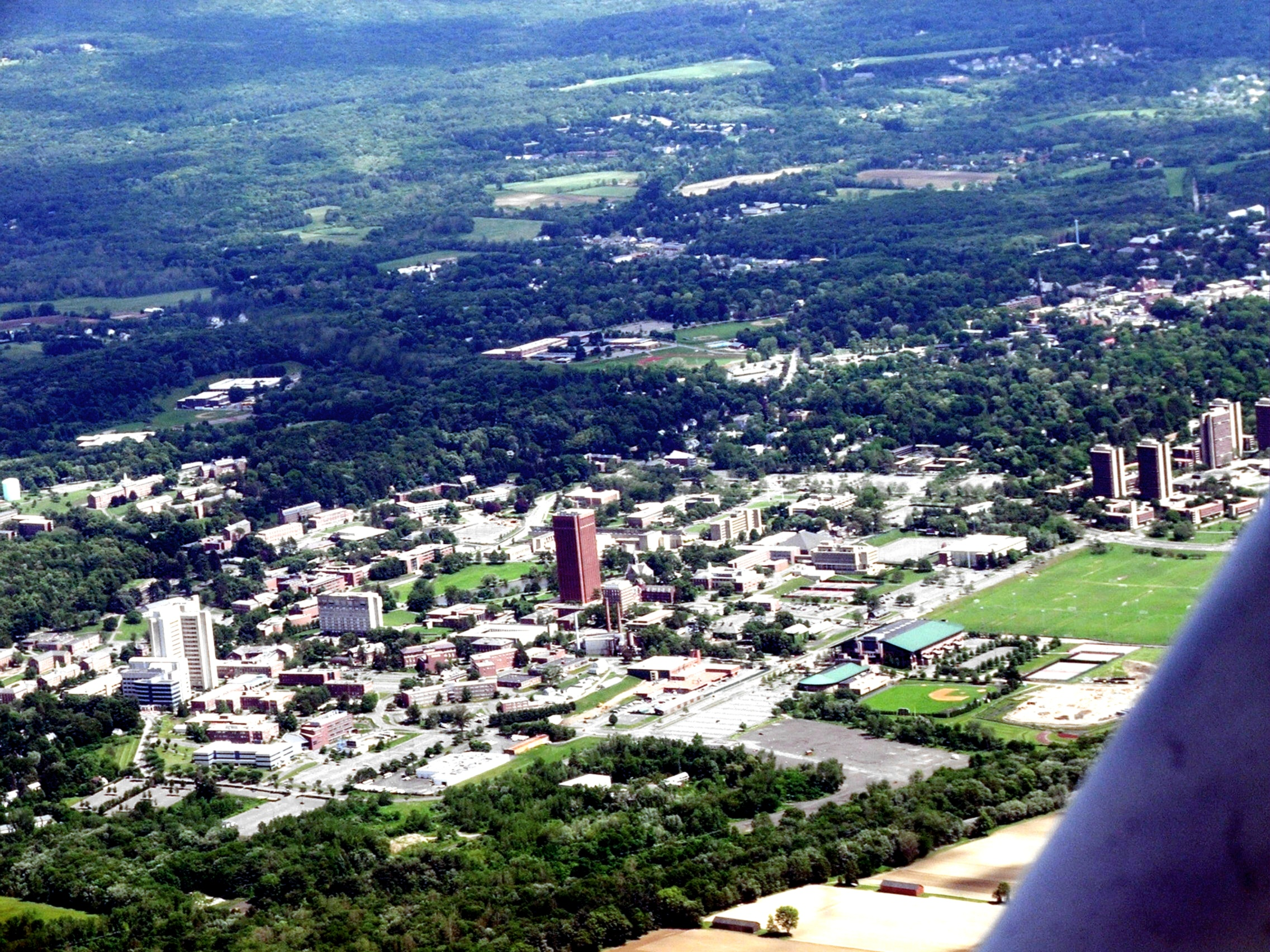
Amherst, Massachusetts, vista desde el noroeste. Tomada a 3500 pies de altura en un avión Cessna 150

Como ciudad universitaria, Amherst es la sede del Amherst College, del Hampshire College y de la Universidad de Massachusetts en Amherst, tres de las cinco universidades que funcionan en el área.
De los habitantes de Amherst mayores de 25 años, el 41,7% son graduados o poseen un título profesional, marca altísima incluso para la población norteamericana general. Más de la mitad de la población económicamente activa trabaja en la educación, el área de la salud o los servicios sociales.

## Historia
El documento más antiguo relativo a Amherst es una nota de compra fechada en 1658, por la cual un tal John Pynchon compra los terrenos donde hoy se alza la ciudad a tres nativos llamados Umpanchla, Quonquont y Chickwolopp. El nombre que se da en el documento al río Connecticut es "río Quinecticott".
Cuando llegaron los primeros colonos ingleses permanentes (1727), la aldea y el terreno circundante pertenecían a la ciudad de Hadley. Amherst llegó a la categoría de precinto en 1734 y a la de ciudad en 1776, días antes de que el país declarara su independencia.
Luego de su incorporación en 1759, el pueblo recibió el nombre de Amherst en homenaje a Jeffrey Amherst, barón de Amherst, héroe de las guerras contra los franceses y los indios. Luego de ganar Canadá para los ingleses en desmedro de Francia, Amherst resignó sus cargos en el gobierno colonial para luchar de parte de los estadounidenses durante la guerra de independencia. Esta actitud y su valentía le valió el reconocimiento del gobierno estadounidense, y es por eso que tantas ciudades del noreste de Estados Unidos y de la parte correspondiente del Canadá llevan su nombre.
Sin embargo, a la vista de nuevos documentos que afirman que Amherst repartía entre los indios mantas infectadas de viruela para exterminarlos, su nombre está actualmente cayendo en desgracia y, periódicamente, aparecen movimientos y manifestaciones con el objetivo de cambiar el nombre de la ciudad. El más popular de los nombres propuestos es "Emily", en honor de la poeta Emily Dickinson que nació, vivió la mayoría de su vida y murió en Amherst. Su casa es ahora un museo.

## Geografía
Amherst se encuentra ubicado en las coordenadas 42°21′49″N 72°30′26″O / 42.36361, -72.50722. Según la Oficina del Censo de los Estados Unidos, Amherst tiene una superficie total de 71.84 km², de la cual 71.49 km² corresponden a tierra firme y (0.48%) 0.34 km² es agua.
| Parámetros climáticos promedio de Amherst, Massachusetts, EE. UU. | Parámetros climáticos promedio de Amherst, Massachusetts, EE. UU. | Parámetros climáticos promedio de Amherst, Massachusetts, EE. UU. | Parámetros climáticos promedio de Amherst, Massachusetts, EE. UU. | Parámetros climáticos promedio de Amherst, Massachusetts, EE. UU. | Parámetros climáticos promedio de Amherst, Massachusetts, EE. UU. | Parámetros climáticos promedio de Amherst, Massachusetts, EE. UU. | Parámetros climáticos promedio de Amherst, Massachusetts, EE. UU. | Parámetros climáticos promedio de Amherst, Massachusetts, EE. UU. | Parámetros climáticos promedio de Amherst, Massachusetts, EE. UU. | Parámetros climáticos promedio de Amherst, Massachusetts, EE. UU. | Parámetros climáticos promedio de Amherst, Massachusetts, EE. UU. | Parámetros climáticos promedio de Amherst, Massachusetts, EE. UU. | Parámetros climáticos promedio de Amherst, Massachusetts, EE. UU. |
| Mes                                                               | Ene.                                                              | Feb.                                                              | Mar.                                                              | Abr.                                                              | May.                                                              | Jun.                                                              | Jul.                                                              | Ago.                                                              | Sep.                                                              | Oct.                                                              | Nov.                                                              | Dic.                                                              | Anual                                                             |
| ----------------------------------------------------------------- | ----------------------------------------------------------------- | ----------------------------------------------------------------- | ----------------------------------------------------------------- | ----------------------------------------------------------------- | ----------------------------------------------------------------- | ----------------------------------------------------------------- | ----------------------------------------------------------------- | ----------------------------------------------------------------- | ----------------------------------------------------------------- | ----------------------------------------------------------------- | ----------------------------------------------------------------- | ----------------------------------------------------------------- | ----------------------------------------------------------------- |
| Temp. máx. abs. (°C)                                              | 21                                                                | 21                                                                | 29                                                                | 34                                                                | 37                                                                | 38                                                                | 40                                                                | 38                                                                | 37                                                                | 32                                                                | 26                                                                | 22                                                                | 40                                                                |
| Temp. máx. media (°C)                                             | 1.4                                                               | 3.6                                                               | 8.1                                                               | 15.3                                                              | 21.3                                                              | 25.9                                                              | 28.6                                                              | 27.7                                                              | 23.6                                                              | 17.1                                                              | 10.4                                                              | 4.1                                                               | 15.6                                                              |
| Temp. media (°C)                                                  | -4                                                                | -1                                                                | 3                                                                 | 7                                                                 | 14                                                                | 19                                                                | 19                                                                | 19                                                                | 13                                                                | 7                                                                 | 2                                                                 | -4                                                                | 7.8                                                               |
| Temp. mín. media (°C)                                             | -10.5                                                             | -8.9                                                              | -4.3                                                              | 1.4                                                               | 7.1                                                               | 12.6                                                              | 15.1                                                              | 14.2                                                              | 9.5                                                               | 3.1                                                               | -1.3                                                              | -6.7                                                              | 2.6                                                               |
| Temp. mín. abs. (°C)                                              | −34                                                               | −33                                                               | −27                                                               | −13                                                               | −4                                                                | −2                                                                | 4                                                                 | 0                                                                 | −4                                                                | −11                                                               | −20                                                               | −30                                                               | −34                                                               |
| Precipitación total (mm)                                          | 81.8                                                              | 79.2                                                              | 90.2                                                              | 98.3                                                              | 106.2                                                             | 103.9                                                             | 103.4                                                             | 93.5                                                              | 106.4                                                             | 120.7                                                             | 97.3                                                              | 88.4                                                              | 1169.4                                                            |
| Nevadas (cm)                                                      | 26.9                                                              | 21.6                                                              | 16.5                                                              | 3.0                                                               | 0                                                                 | 0                                                                 | 0                                                                 | 0                                                                 | 0                                                                 | 0                                                                 | 6.1                                                               | 23.1                                                              | 84.8                                                              |
| Días de precipitaciones (≥ 0.25 mm)                               | 10                                                                | 9                                                                 | 10                                                                | 11                                                                | 13                                                                | 12                                                                | 10                                                                | 10                                                                | 9                                                                 | 10                                                                | 10                                                                | 10                                                                | 126                                                               |
| Días de nevadas (≥ 0.25 cm)                                       | 5                                                                 | 3                                                                 | 3                                                                 | 0                                                                 | 0                                                                 | 0                                                                 | 0                                                                 | 0                                                                 | 0                                                                 | 0                                                                 | 1                                                                 | 4                                                                 | 15                                                                |
| Fuente: NOAA (normales 1981-2010, extremas 1893-2014)             |                                                                   |                                                                   |                                                                   |                                                                   |                                                                   |                                                                   |                                                                   |                                                                   |                                                                   |                                                                   |                                                                   |                                                                   |                                                                   |

## Demografía
Según el censo de 2010, había 37.819 personas residiendo en Amherst. La densidad de población era de 526,46 hab./km². De los 37.819 habitantes, Amherst estaba compuesto por el 76.88% blancos, el 5.4% eran afroamericanos, el 0.24% eran amerindios, el 10.95% eran asiáticos, el 0.03% eran isleños del Pacífico, el 2.37% eran de otras razas y el 4.11% pertenecían a dos o más razas. Del total de la población el 7.29% eran hispanos o latinos de cualquier raza.

### Paseo en bicicleta
Es ideal para alquilar o comprar una bicicleta e irse a explorar los caminos alrededor del pueblo, especialmente en verano puesto que en esta estación hay luz hasta las 9:00 de la noche.

## Residentes célebres
Aparte de Emily Dickinson, Amherst albergó o alberga a las siguientes personas famosas:
- Robert Frost, poeta estadounidense.
- Robert Francis, poeta estadounidense.
- James Tate, poeta estadounidense.
- Jane Toppan, asesina en serie que en (1901) mataba a sus víctimas con inyecciones de morfina y se escondía en el pueblo, donde fue detenida.
- Dinosaur Jr., influyente trío contemporáneo de rock alternativo.
- Norton Juster, escritor, reside en Amherst.
- Augusten Burroughs, escritor nacido en Pittsburgh, vivió en su infancia en Amherst y situó aquí numerosos pasajes de su novela Recortes de mi vida. En 2004 volvió a instalarse en Amherst.
- Rebecca Guay, artista plástica especializada en acuarelas.
- Gavin Andresen, well-known software developer.